# 平成国際大学の人物一覧
平成国際大学の人物一覧（へいせいこくさいだいがくのじんぶついちらん）は、平成国際大学に関係する人物の一覧記事。

## 著名な教職員
- 柏木俊彦（法学部法学科教授、学長）
- 浅野和生（法学部法学科教授、副学長、政治学）
- 青木智子（法学部法学科教授、臨床心理学）

## 元教職員
- 中村勝範（政治学、名誉学長）
- 魚谷増男（法学、名誉教授）
- 小暮得雄（法学、名誉教授）
- 石田満（法学、元講師）
- 慶野義雄（政治学、教授）
- 松田克彦（陸上部監督、専任講師）
- 関根忍（柔道師範）

## 著名な出身者

### 野球
- 山崎敏（プロ野球・元埼玉西武ライオンズ投手）
- 平野将光（プロ野球・元埼玉西武ライオンズ投手）
- 井野口祐介（プロ野球・スーシティ・エクスプローラーズ）
- 神保貴宏（プロ野球・元東北楽天ゴールデンイーグルス）
- 牧田和久（元埼玉西武ライオンズ、MLB・サンディエゴ・パドレス、東北楽天ゴールデンイーグルス）
- 佐野泰雄（プロ野球・埼玉西武ライオンズ投手）
- 坪内瞳 （女子野球・兵庫スイングスマイリーズ）
- 高島知美（女子野球選手）

### サッカー
- 山藤健太（プロサッカー選手）
- 酒井大登（プロサッカー選手）
- 須藤貴郁（プロサッカー選手）
- 一宮憲太（プロサッカー選手）

### 重量挙げ
- 二柳かおり（重量挙げ・シドニーオリンピック出場）
- 水落穂南（重量挙げ選手）
- 安藤美希子（重量挙げ選手）

### ボクシング
- 矢代義光（プロボクサー・日本スーパーフェザー級王者）
- 藤満霞（プロボクサー）
- 釘宮智子（女子ボクシング選手）

### 柔道
- 平岡麻美（柔道選手）

### 陸上
- 髙橋萌木子（陸上競技・富士通）